# Reimar Riefling

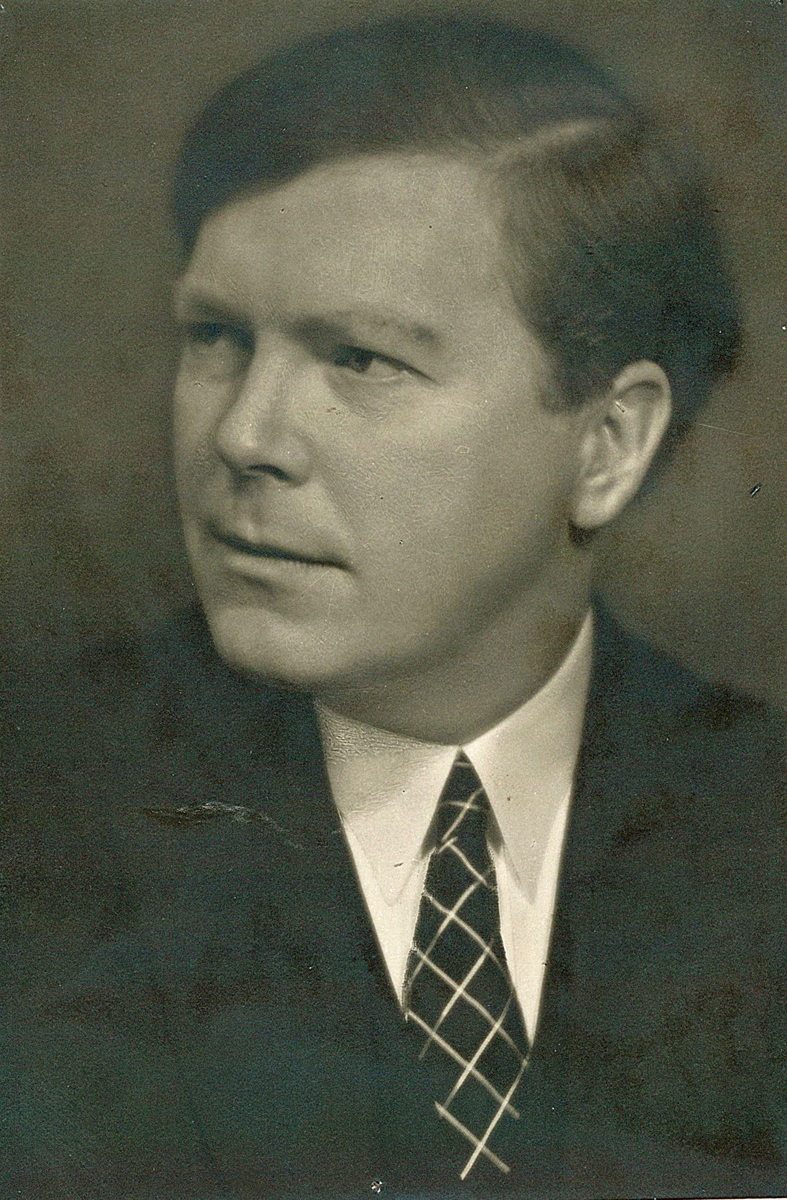
Reimar Riefling (um 1935)

Reimar Riefling (* 4. Dezember 1898 in Oslo; † 22. Mai 1981) war ein norwegischer Pianist, Musikkritiker und Musikpädagoge. Er war der Bruder des Pianisten Robert Riefling.

## Leben und Werk
Reimar Riefling studierte von 1921 bis 1922 an der Hochschule für Musik und Theater Leipzig und am Pädagogium der Tonkunst ebendort. Von 1923 bis 1925 studierte er an der Hochschule für Musik Hannover bei Karl Leimer und Walter Gieseking.
Reimar Riefling debütierte als Pianist 1922 in Dresden. Er konzertierte in Skandinavien und in Deutschland. Von 1925 bis 1931 wirkte er als Klavierlehrer an der Musikhochschule Hannover. Daraufhin wirkte er als Musikpädagoge in Oslo. Von 1941 bis 1952 führte er gemeinsam mit seinem Bruder Robert „Rieflings Klavier-Institut“ in Oslo. Von 1964 bis 1973 war er Klavierlehrer an der Musikhochschule Ingesund in Arvika (Schweden). Er betätigte sich auch als Musikkritiker für mehrere Osloer Zeitungen, ab 1949 vor allem für die Zeitung Verdens Gang. Er gab Editionen von Lehrmusik heraus und veröffentlichte Klaverpedalene i historisk og praktisk belysning („Die Klavierpedale in historischem und praktischem Licht“, 1957).